# Саломон Рімер
Саломон Рімер (пол. Salomon Rimer, пол. Riemer; 1858, Тарнів — 26 жовтня 1931, Львів) — львівський архітектор єврейського походження.

## Життєпис
Народився 1858 року у Тарнові. Протягом 1881—1886 років навчався на інженерному відділі Цісарсько-королівської політехнічної школи у Львові. Працював у Львові від 1887 року, повноваження архітектора отримав у квітні 1891 року. Початково мешкав у Львові в будинку на вулиці Яґєллоньскій, 22 (нинішня вулиця Гнатюка), пізніше — на вулиці Зиблікевича, 31 (нинішня вулиця Івана Франка, 59). Будував у Львові від 1887 року до 1914 року, переважно в заможних євреїв.

## Будівлі у Львові
- Перебудова спортивної споруди на театр на теперішній вулиці Гнатюка у 1890 та 1891 роках, замовлення Фані Сокол. 1905 року збудував на цьому ж місці літню естраду. У 1901 та 1910 роках на замовлення власників розширив театр[4]. 1918 року на замовлення нових власників спорудив дах. Будівля проіснувала приблизно до 1937—1938 років. Тепер на її місці мурована театральна споруда (вулиця Гнатюка, 11)[5]
- Синагога «Хойреш Ейцім» на вулиці Джерельній, 55 (1896, не збережена)[6][7].
- Дерев'яний кегельбан у стилі проміжному між «закопанським» та «гуцульською сецесією» при готелі «De Laus» на вулиці Личаківській, 122 (1898, не збережений)[8][9].
- Прибудова приміщення до синагоги «Бейс Шломо бен Давид» товариства «Аґудас Шломо» на вулиці Ярослава Мудрого, 39 (1902, з огорожею 1907 року, не збережено)[7][10].
- Перебудова синагоги «Ор Шемеш» на вулиці Медовій, 3 (1903)[11][12].
- Будинок Якуба Ґюнсберга на вулиці Медовій, 9 (1903—1904)[13].
- Власний будинок на вулиці Франка, 59 (1905—1907)[14][15].
- Прибутковий будинок Германа Валлаха на вулиці Богомольця, 11а (співавтор Генрик Сальвер, 1905—1906[16].
- Сецесійні будинки на вулиці Нечуя-Левицького, 11а, 13 (1906—1907, співавтор К. Драневич)[17][18].
- Синагога «Кол ріна ве-єшуа» на вулиці Джерельній, 49 (співавтор Альберт Корнблют, 1905—1906; не збережена)[19].
- Сецесійний житловий будинок на вулиці Рапопорта, 7а (проєкт 1907 року)[20]. Характерний архітектурний елемент — кручені колони наріжного порталу.
- Неоготичний прибутковий будинок на вулиці Франка, 17, на розі з вулицею Левицького (1907)[21].
- Чиншова кам'яниця Ісаака Герша Санделя на нинішній вулиці Леся Курбаса, 5 (1907). Фасад повністю облицьований майоліковою плиткою майстерні братів Мунд[22][23][24].
- Будинки на нинішній вулиці Руставелі, 24, 26 (1907)[25].
- Добудови офіцини (флігеля) будинку на нинішній вулиці Дорошенка, 54 (1909)[26].
- Житловий будинок на вулиці Чернігівській, 2-4 (1912). Під час будівництва первинний проєкт Рімера перероблено Фердинандом Касслером. Зокрема було повністю змінено фасад[27].

## Світлини

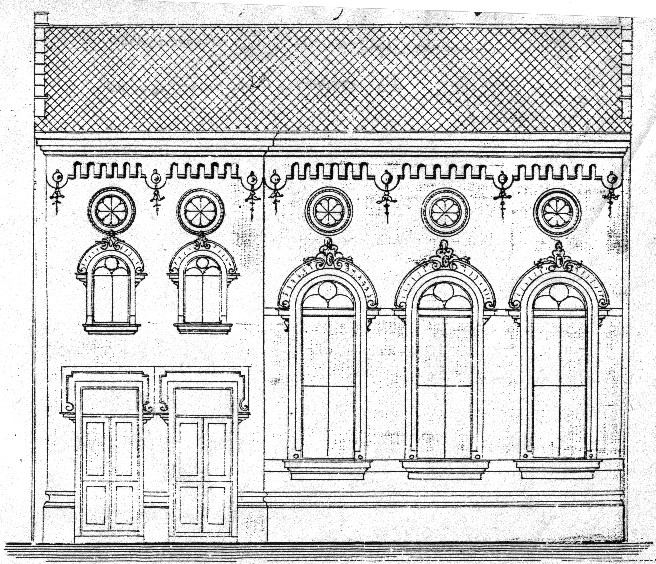
Проєкт фасаду синагоги «Ор Шемеш» (вул. Медова, 3)
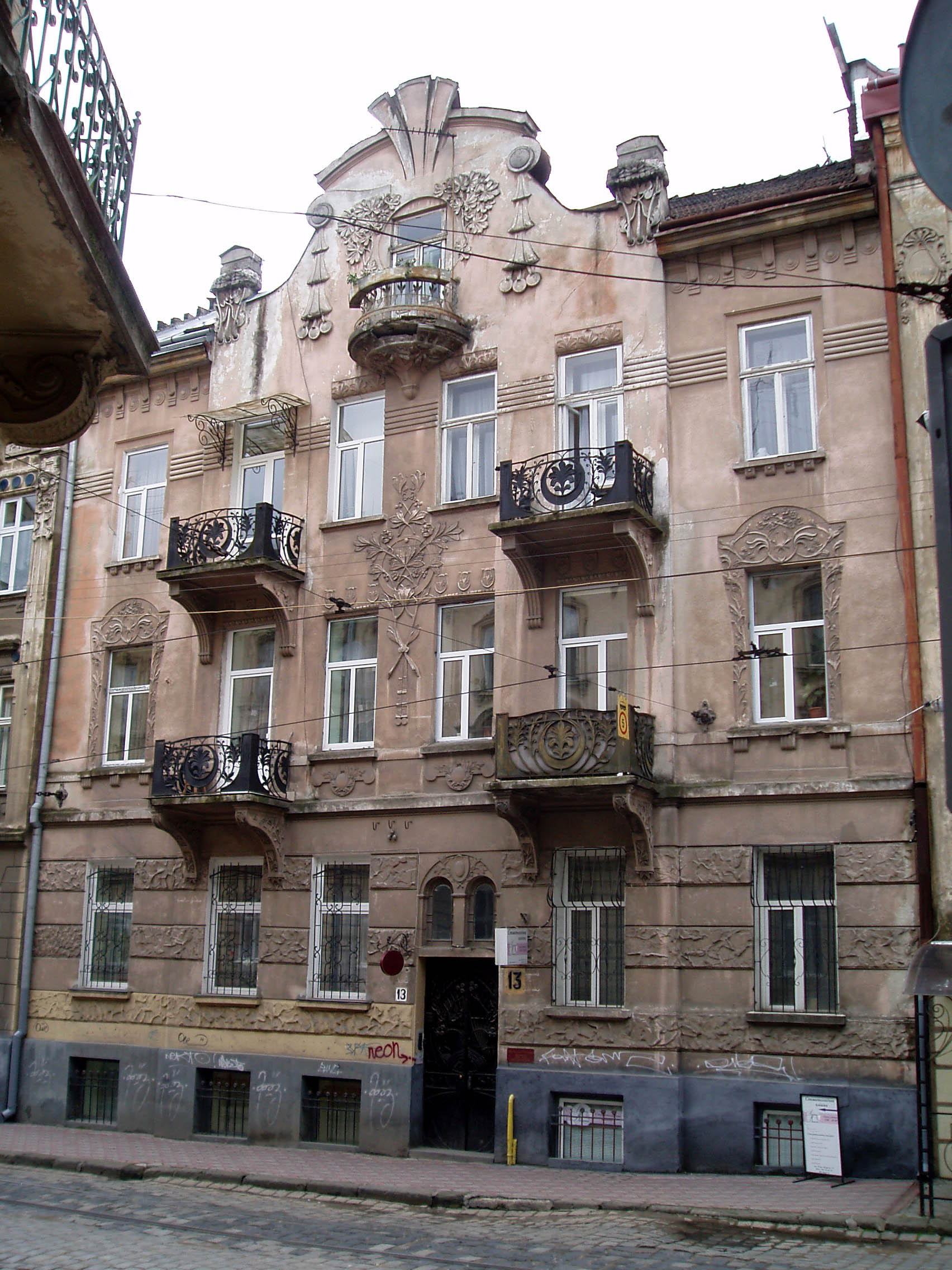
Житловий будинок (вул. Нечуя-Левицького, 13)
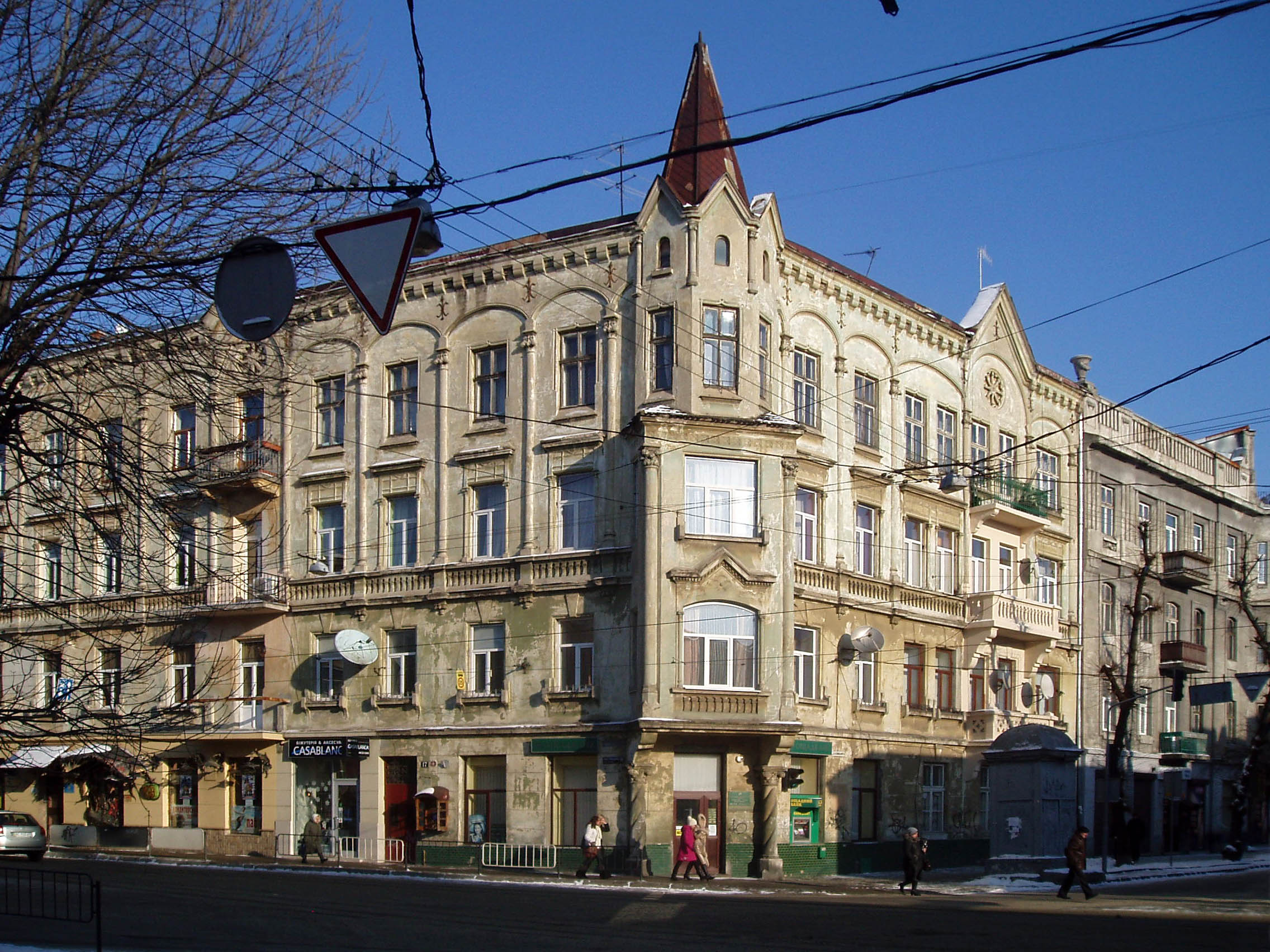
Будинок із «крученими стовпами» (вул. Франка, 17)
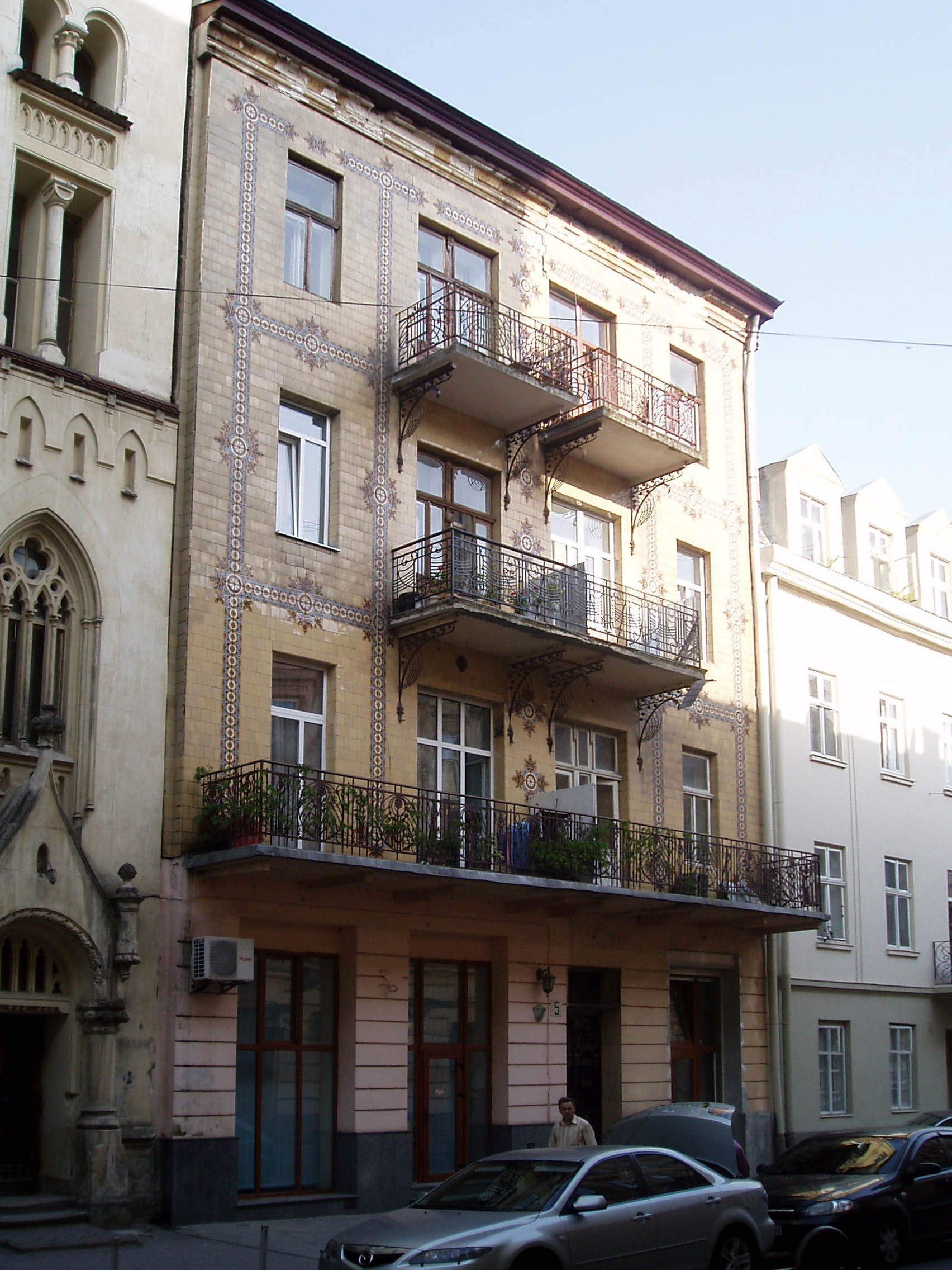
Колишня кам'яниця Ісаака Герша Санделя (вул. Курбаса, 5)

## Родина
Саломон Рімер був одружений з Лаурою Рімер. У шлюбі народилося двоє дітей:
- Александер Рімер (1889, Львів — 1942, Освенцим) — польський художник[15]. Навчався у Львові у спеціалізованому ліцеї. Потім вступив до Вищої школи образотворчих мистецтв у Дрездені. Його картини цього періоду зберігаються у Дрездені. У 1927 році він приїхав до Парижа, де познайомився з Леопольдом Сюрважем та Жаном Люрса, які дуже вплинули на його творчість. Він робив численні начерки в блокнотах, які були втрачені. У 1935 році Рімер вступив до Спілки сучасних художників у Парижі. Деякі його літографії були опубліковані в альбомі асоціації, випущеному видавництвом «Artès». Вранці 16 липня 1942 року Рімера було заарештовано чотирма агентами французької поліції під час облави Зимового велодрому. Був інтернований до концентраційного табору Дрансі та депортований 19 липня 1942 року ешелоном № 7. Загинув в концтаборі Аушвіц біля міста Освенцима (Польща)[28];
- Рудольф Рімер (нар. 11 жовтня 1895, Львів) — польський архітектор. Повноваження архітектора отримав у серпні 1924 року. Працював у Львові до 1939 року. Відомий як автор проєкту житлового будинку Сендора Лебенволя, що на нинішній вулиці вулиці Чернігівській, 10 у Львові. Реалізований у 1931—1932 роках[3]. Також автор додаткового проєкту купальні «Зелене око» з пляжем та дерев'яним купальним будинком в яру під Снопківськім парком між сучасними вулицями Тарнавського та Кримською, затвердженого магістратом 5 серпня 1935 року (тепер не існує)[29].